# Claket
Claket is een bestuurslaag in het regentschap Mojokerto van de provincie Oost-Java, Indonesië. Claket telt 2962 inwoners (volkstelling 2010).